# 上海市紫竹园中学
上海市紫竹园中学是中國上海市徐匯區長橋街道境內的一所公办高级中学。
1996年，紫竹园中学成立。2023年，上海市紫竹园中学被評為上海市特色普通高中。